# Spijtoptant
Een spijtoptant is in het algemeen iemand die een keuze heeft gemaakt en daar later van terug wil komen omdat hij er spijt van heeft. In het strafrecht zijn spijtoptanten personen die in ruil voor strafverlichting belastende verklaringen afleggen over anderen en/of zichzelf.
Het woord is samengesteld uit twee delen, spijt en optant: iemand die spijt heeft van een keuze of door spijt een nieuwe keuze maakt. Het woord ontstond in de jaren 1950 nadat voormalig Indische Nederlanders in Indonesië alsnog kozen voor een bestaan in Nederland.
Met de term 'spijtoptanten' wordt een groep mensen bedoeld, bijvoorbeeld:
- Indische Nederlanders die jaren 1950 de Indonesische nationaliteit hadden aangenomen en daar later, door de omstandigheden gedwongen, spijt van kregen en weer de Nederlandse nationaliteit aanvroegen.
- Niet-Nederlanders die met een vertrekregeling Nederland hebben verlaten, daar later spijt van kregen en opteren voor terugkeer.
- Leden van de maffia die met de politie samenwerken (Italiaanse term: pentiti). Maffia-spijtoptanten zijn vaak hooggeplaatst in de organisatie, ze verstrekken informatie aan justitie om strafvermindering, bescherming en andere voordelen te verkrijgen. Meestal is de aanleiding voor het "overlopen", een onhoudbare positie binnen de maffia, een doodsbedreiging of onvrede over de verdeling van zaken.

## Etymologie
Spijt-optant (spijt: inkeer - optant: degene die kiest) was ambtelijk jargon voor een inwoner van het voormalige Nederlands-Indië die spijt had van zijn keuze voor de Indonesische nationaliteit en alsnog Nederlander wilde worden. Het woord komt sinds 1957 voor.

## België
Het Belgische Wetboek van Strafvordering kent sinds 2018 een algemene regeling over spijtoptanten (Frans: repentis) in de artikelen 216/1 t.e.m. 216/8 Sv. Eerder was dit al mogelijk voor specifieke misdrijven. Bij bendevorming en criminele organisatie kunnen schuldigen hun straf ontlopen door vóór enige poging tot misdaden of wanbedrijven welke het doel van de vereniging zijn, en vóór enig begin van vervolging, het bestaan van de organisatie en de bevelvoerders aan te geven. Plegers van drugsgerelateerde misdrijven kunnen strafuitsluiting of strafvermindering bekomen door tijdens het strafonderzoek de identiteit mee te delen van andere nog niet geïdentificeerde daders.
De algemene regeling is van toepassing op zware misdrijven of pogingen daartoe (doodslag, terreur, criminele organisatie...). Vereist is dat de spijtoptant substantiële, onthullende, oprechte en volledige verklaringen aflegt. De beslissing over het aanvaarden van een spijtoptant ligt bij het openbaar ministerie, dat moet handelen met voorafgaand akkoord van de procureur-generaal. Spijtoptanten kunnen enkel worden ingezet wanneer het onderzoek dit vereist en de overige middelen van het onderzoek niet volstaan voor de waarheidsvinding (principe van de subsidiariteit). De speurders moeten dus eerst alle andere onderzoeksmaatregelen vruchteloos hebben aangewend.
De voorwaarden worden schriftelijk vastgelegd in een memorandum afgesloten tussen de procureur des Konings en de spijtoptant. Behalve de identiteit moet daarin vermeld zijn de feiten waarover de spijtoptant bereid is te getuigen, de toezeggingen die hem worden gedaan en de voorwaarden waaronder dit gebeurt. Het memorandum is integraal toegankelijk voor de andere verdachten zodat ze tegenspraak kunnen voeren over de geloofwaardigheid en de betrouwbaarheid van de spijtoptant. Een bijkomende waarborg is dat de veroordeling van derden niet uitsluitend mag voortvloeien uit de verklaring van een spijtoptant, zonder andere bewijselementen. De toezeggingen van de procureur moeten in verhouding staan tot het belang van de verklaringen en kunnen betrekking hebben op elke penale fase. Tijdens de strafvordering kan een lagere straf, een alternatieve straf of een eenvoudige schuldigverklaring worden bekomen. Is de strafuitvoering reeds begonnen, dan kan een gunstig advies worden verleend voor voorwaardelijke invrijheidstelling, uitgaansvergunning, penitentiair verlof of overplaatsing naar een andere gevangenis. Dat laatste kan ook als de betrokkene in voorhechtenis zit. Onmiddellijke vrijlating kan echter nooit worden toegezegd. De procureur mag niet onderhandelen over schadevergoeding aan de slachtoffers. Het afsluiten van een memorandum houdt voor de spijtoptant een onweerlegbaar vermoeden van burgerlijke fout in. Toezeggingen zijn niet geldig zonder bekrachtiging door het onderzoeksgerecht of de strafrechter, die steeds moet voorzien welke de vervangende straf is als de toezegging wordt herroepen wegens niet-naleving van de voorwaarden door de spijtoptant. Andere gevallen waarin de spijtoptant herroeping riskeert, zijn het afleggen van valse verklaringen, het belemmeren van het onderzoek, veroordelingen voor nieuwe misdrijven of het niet vergoeden van de slachtoffers.
Spijtoptanten die represailles vrezen, kunnen een beroep doen op de wettelijke getuigenbescherming (bewaking, nieuwe identiteit, verhuizen...).
In november 2018 sloot de voetbalmakelaar Dejan Veljković als eerste een memorandum af met het parket in het kader van Operatie Propere Handen.

## Voetnoten
1. ↑  Spijt van een keuze. De Volkskrant, 21 december 1957
2. ↑  Spijtoptant Woordenboek der Nederlandse Taal
3. ↑  Ingevoerd door de Wet van 22 juli 2018 tot wijziging van het Wetboek van strafvordering betreffende toezeggingen in het kader van de strafvordering, de strafuitvoering of de hechtenis wegens het afleggen van een verklaring in het kader van de strijd tegen de georganiseerde criminaliteit en het terrorisme. De term 'spijtoptant' werd gebruikt in het wetsontwerp maar is na een amendement niet weerhouden in de wettekst zelf, die spreekt over de persoon zoals bedoeld in artikel 216/1.
4. ↑  Artikel 326 van het Strafwetboek, ingevoerd bij wet van 10 januari 1999
5. ↑  Artikel 6 van de Drugswet van 24 februari 1921, ingevoerd bij wet van 3 mei 2003
6. ↑  Dejan Veljkovic krijgt 5 jaar cel met uitstel in ruil voor medewerking met gerecht (2), Belga, 20 november 2018